# Хеј ђаволе
Хеј ђаволе је други студијски албум српске фолк певачице Наташе Ђорђевић, издат 1991. године за Дискос. Албум је снимљен у сарадњи са бендом Генијалци. На албуму су радили Цветин Тодоровић и Зоран Тодоровић.

## Списак песама
| №  | Назив                  | Текст                        | Музика           | Трајање |  |
| 1. | Ако ти друга нуди више | Зоран Тодоровић (композитор) | Зоран Тодоровић  |         |  |
| 2. | Хеј, ђаволе            | Аница Перић                  | Цветин Тодоровић |         |  |
| 3. | Молитва                | Цветин Тодоровић             | Цветин Тодоровић |         |  |
| 4. | Средњошколка           | Зоран Тодоровић              | Зоран Тодоровић  |         |  |
| 5. | Бацио си срећу         | Шекиб Колаба                 | Цветин Тодоровић |         |  |
| 6. | Громови те згромили    | Драгослав Гузина             | Цветин Тодоровић |         |  |
| 7. | Ниси ме волео          | Цветин Тодоровић             | Цветин Тодоровић |         |  |
| 8. | Твоја ме љубав опија   | Зоран Тодоровић              | Зоран Тодоровић  |         |  |